# 2005-ös UEFA-szuperkupa
A 2005-ös UEFA-szuperkupa a 30. európai szuperkupa-döntő volt. A mérkőzést a II. Lajos Stadionban, Monacóban játszotta 2005. augusztus 26-án a 2004–2005-ös UEFA-bajnokok ligája-győztes angol Liverpool és a 2004–2005-ös UEFA-kupa-győztes orosz CSZKA Moszkva. Ez volt az első alkalom, amikor egy orosz csapat szerepelt az UEFA-szuperkupában.
A mérkőzést a Liverpool nyerte 3–1-re, hosszabbítás után.

## A mérkőzés adatai
| 2005. augusztus 26. 20:45 (UTC+2) |

| Liverpool                       | 3–1 (h. u.)     | CSZKA Moszkva       |
| ------------------------------- | --------------- | ------------------- |
| Cissé 82' 103' Luis García 109' | (0–1, 1–1, 2–1) | Daniel Carvalho 28' |

| II. Lajos Stadion, Monaco Nézőszám: 17 000 Játékvezető: René Temmink (holland) |

| Liverpool | CSZKA Moszkva |

| LIVERPOOL: |    |                         |     |     |
| |    |                         |     |     |
| GK | 25 | José Manuel Reina       |     |     |
| RB | 17 | Josemi                  | 50' |     |
| CB | 23 | Jamie Carragher         |     |     |
| CB | 4  | Sami Hyypiä             | 73' |     |
| LB | 6  | John Arne Riise         |     | 79' |
| DM | 16 | Dietmar Hamann          |     |     |
| RM | 3  | Steve Finnan            |     | 55' |
| CM | 14 | Xabi Alonso             |     | 70' |
| LM | 30 | Boudewijn Zenden        | 38' |     |
| SS | 10 | Luis García             |     |     |
| CF | 19 | Fernando Morientes      |     |     |
| Cserék: |    |                         |     |     |
| GK | 20 | Scott Carson            |     |     |
| DF | 28 | Stephen Warnock         |     |     |
| MF | 22 | Mohamed Sissoko         |     | 70' |
| FW | 9  | Djibril Cissé           |     | 79' |
| FW | 25 | Florent Sinama-Pongolle | 55' | 95' |
| Vezetőedző: |    |                         |     |     |
| Rafael Benítez A mérkőzés játékosa: Djibril Cissé Játékvezető asszisztensek: Adriaan Inia Rob Meenhuis Negyedik számú játékvezető: Eric Braamhaar |    |                         |     |     |

| CSZKA MOSZKVA:   |    |                     |     |      |
|                  |    |                     |     |      |
| GK               | 35 | Igor Akinfejev      |     |      |
| CB               | 4  | Szergej Ignasevics  |     |      |
| RB               | 6  | Alekszej Berezuckij |     |      |
| CB               | 15 | Chidi Odiah         |     | 90'  |
| RB               | 24 | Vaszilij Berezuckij |     |      |
| AM               | 7  | Daniel Carvalho     |     |      |
| RM               | 17 | Miloš Krasić        |     | 85'  |
| DM               | 22 | Jevgenyij Aldonyin  |     |      |
| CM               | 25 | Elvir Rahimić       |     |      |
| CF               | 11 | Vágner Love         |     |      |
| LM               | 18 | Jurij Zsirkov       |     | 66'  |
| Cserék:          |    |                     |     |      |
| GK               | 1  | Venyiamin Mandríkin |     |      |
| MF               | 2  | Deividas Šemberas   | 66' |      |
| MF               | 8  | Rolan Guszev        |     | 90'  |
| MF               | 10 | Dudu Cearense       | 85' | 101' |
| FW               | 13 | Szergej Szamodin    |     |      |
| Vezetőedző:      |    |                     |     |      |
| Valerij Gazzajev |    |                     |     |      |

| A 2005-ös UEFA-szuperkupa győztese |
| ---------------------------------- |
| Liverpool FC 3. cím                |